# オナガミズナギドリ
オナガミズナギドリ（尾長水薙鳥、Ardenna Pacifica） は、ミズナギドリ目ミズナギドリ科に分類される鳥類。

## 分布
インド洋、太平洋
日本には繁殖のため主に淡色型の個体が小笠原諸島、硫黄列島に飛来する。

## 形態
全長38-46cm。翼開張97-105cm。体重0.3kg。尾羽は長く楔形。上面は暗褐色の羽毛で被われ、羽毛の外縁（羽縁）が淡褐色（淡色型）の個体もいて波状の斑紋が入っているように見える。下面は淡色型は白く、暗色型は暗褐色の羽毛で被われる。淡色型は翼下面の色彩も白いが、外縁は黒い。暗色型は翼下面の色彩も暗褐色。
嘴は細長い。嘴や後肢の色彩はピンク色で、嘴の先端は黒い。

## 分類
本種は、以前は ミズナギドリ属（Puffinus ）に分類されていたが、遺伝子に基づく研究成果により、現在では ハシボソミズナギドリ属（Ardenna）に分類されている。

## 生態
海洋に生息する。
食性は動物食で、魚類、軟体動物などを食べる。水面を泳ぎながら水面近くにいる獲物を捕らえたり、浅く潜水して水中の獲物を捕らえる。
繁殖形態は卵生。斜面にある森林や草原にある岩の隙間や横穴を掘った巣に、日本では6-7月、オーストラリアでは11-12月に1回に1個の卵を産む。雌雄交代で抱卵し、抱卵期間は約50日。雛は孵化してから約50日で巣立つ。

## 画像

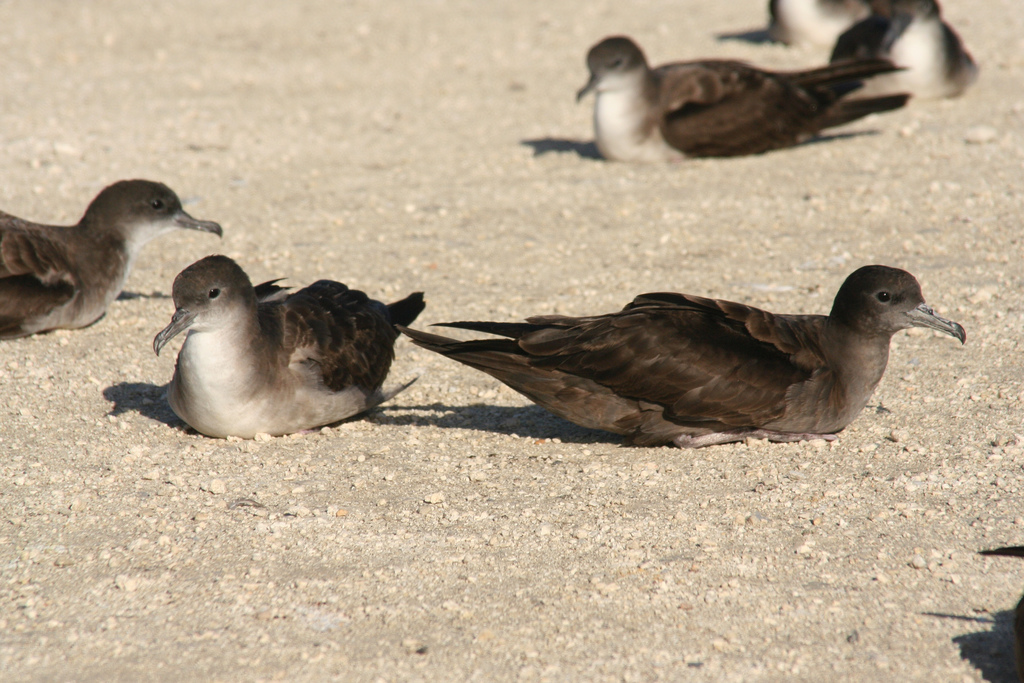
左:淡色型、右:暗色型
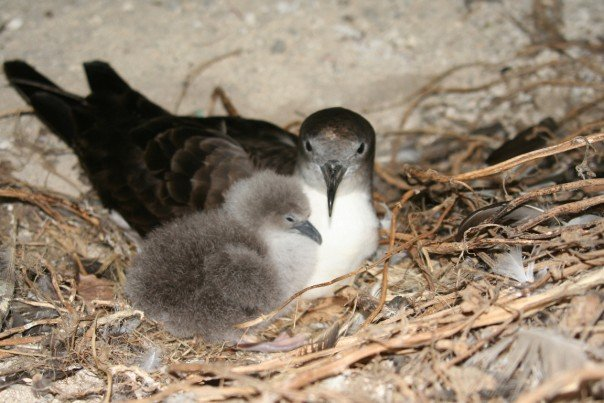
巣と雛
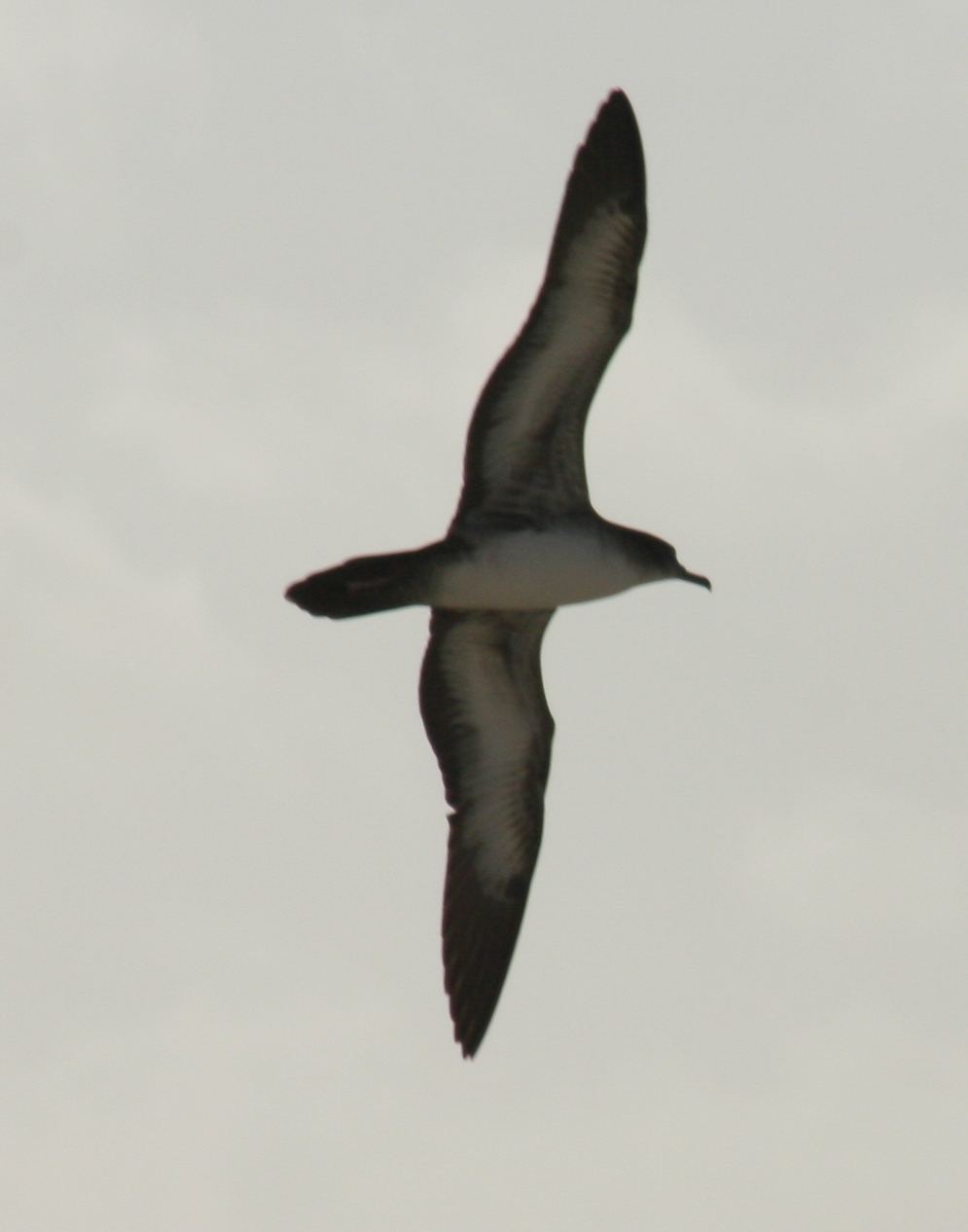
飛翔する本種(淡色型)
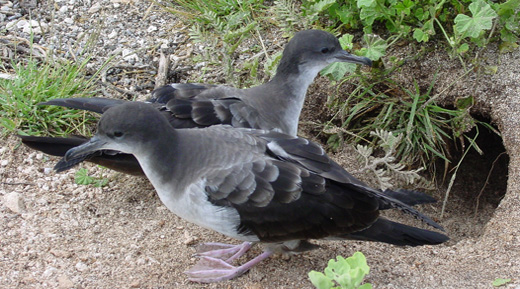
ペア
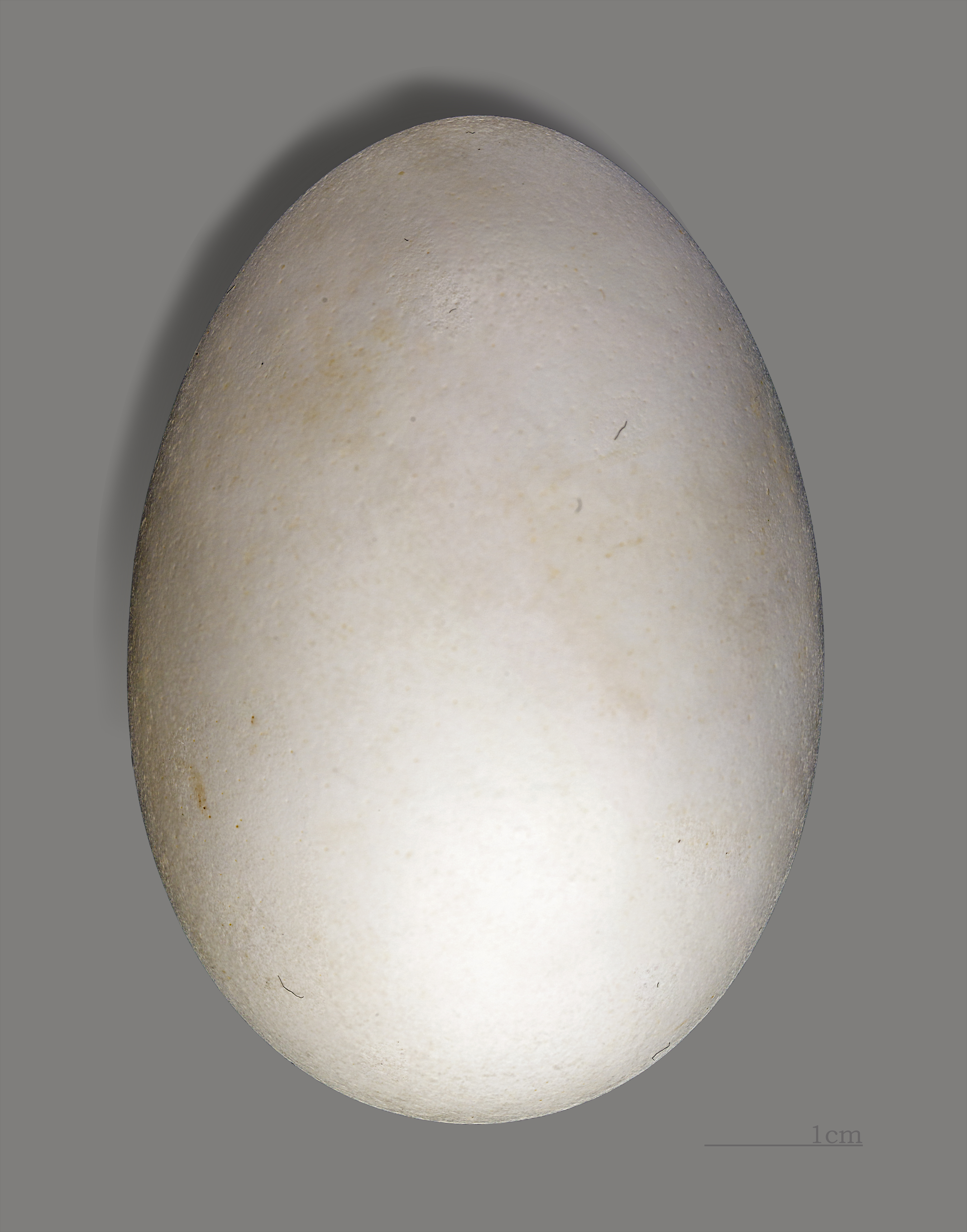
卵